# Lac Zlatar
Pour les articles homonymes, voir Zlatar.
Le lac Zlatar (en serbe : Златарско језеро et Zlatarsko jezero) est un lac réservoir situé dans les monts Zlatar, dans l'ouest de la Serbie.

## Géographie
Le lac Zlatar, connu aussi sous le nom de lac de Kokin Brod, a été créé en 1962 à la suite de la construction d'un barrage sur la rivière Uvac, près du village de Kokin Brod, à une quinzaine de kilomètres de Nova Varoš. Il est situé entre les montagnes de Zlatar et de Murtenica, à une altitude de 880 m,. Le lac de Radojna est situé à proximité de la pointe la plus occidentale du lac Zlatar, tandis que le lac de Sjenica est situé près de sa pointe la plus méridionale.
La route nationale 21 longe la partie occidentale du lac. À proximité se trouvent les villages de Negbina (au nord-ouest), de Trudovo (à l'est), de Komarani et Božetići (au sud).

## Caractéristiques
Le lac Zlatar couvre une superficie de 7,25 km2 et s'étend sur 21 km dans le sens de la longueur, avec une profondeur maximale de 75 m et un volume de 250 millions de m3 d'eau,.
La centrale hydroélectrique Kokin Brod produit 22,5 MW par an ; elle est gérée par l'entreprise publique Elektroprivreda Srbije (EPS).

## Tourisme
Le lac Zlatar offre des possibilités pour la baignade et les sports nautiques.